# Exhippolysmata
Exhippolysmata is een geslacht van kreeftachtigen uit de klasse van de Malacostraca (hogere kreeftachtigen).

## Soorten
- Exhippolysmata hastatoides (Balss, 1914)
- Exhippolysmata oplophoroides (Holthuis, 1948)
- Exhippolysmata tugelae Stebbing, 1915